# End of Time (Zara Larsson)
End of Time è un singolo della cantante svedese Zara Larsson, pubblicato il 15 settembre 2023 come secondo estratto dal quarto album in studio Venus.

## Descrizione
End of Time, una ballata dance e synth pop che si ispira alla Rihanna di Loud e agli ABBA, è stata scritta da Rick Nowels e Casey Smith e prodotta da Nowels con Austin Corona e Danja. Larsson l'ha descritta come «una canzone d'amore esistenziale sulla volontà di amare qualcuno fino alla fine dei tempi».
Il brano è composto in chiave di Mi minore con un tempo di 129 battiti per minuto.

## Video musicale
Il video musicale, diretto dai Baker Twins, è stato reso disponibile in concomitanza con l'uscita del singolo.

## Tracce
Testi e musiche di Casey Smith, Rick Nowels, Danja e Austin Corona.
Download digitale, streaming
1. End of Time – 3:29

Download digitale, streaming – Nightcore Remix
1. End of Time (Nightcore Remix) – 3:15
2. End of Time (Low & Slow) – 3:56

Download digitale, streaming – Justin Caruso Remix + Sped Up
1. End of Time (Justin Caruso Remix) – 2:32
2. End of Time (Sped Up) – 3:03

Download digitale, streaming – Kungs Remix
1. End of Time (Kungs Remix) – 2:34

## Classifiche
| Classifica (2023) | Posizione massima |
| ----------------- | ----------------- |
| Svezia            | 52                |